# Ababel Yeshaneh

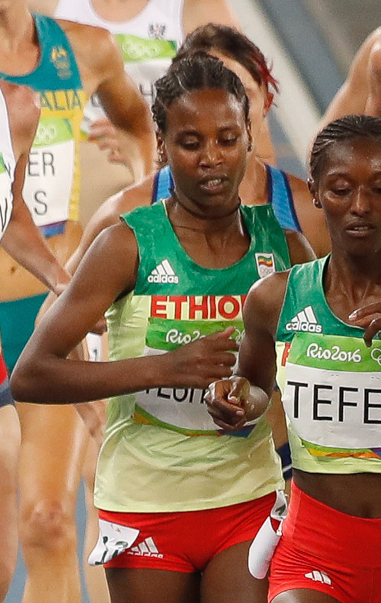
Ababel Yeshaneh Birhane bei den Olympischen Spielen 2016 in Rio de Janeiro

Ababel Yeshaneh, vollständiger Name Ababel Yeshaneh Birhane (* 22. Juli 1991), ist eine äthiopische Langstreckenläuferin. Sie hielt von Februar 2020 bis 4. April 2021 mit 64:31 min den Weltrekord über die Halbmarathonstrecke.

## Erfolge
2013 wurde Ababel Yeshaneh Birhane bei den Leichtathletik-Weltmeisterschaften über 10.000 m Neunte. Ein Jahr später wurde sie bei den afrikanischen Crossmeisterschaften Sechste und errang mit der Mannschaft die Silbermedaille. Im Jahr 2016 nahm sie für Äthiopien über 5000 m an den Olympischen Spielen in Rio de Janeiro teil und wurde 14.
2017 lief sie drei Rennen, wovon jedes über die Halbmarathondistanz ging. Die schnellste Zeit lief sie in Delhi, wo sie in 1:07:21 h den 2. Platz bei den Frauen belegte. 2018 siegte sie im April beim Halbmarathon in Istanbul, in Kopenhagen lief sie im Mai über dieselbe Distanz neue persönliche Bestleistung in 1:05:46 h. Im Dezember gewann sie beim Abu-Dhabi-Marathon in 2:20:16 h. Nach einem sechsten Platz beim Tokio-Marathon 2019 im März lief Yeshaneh im Oktober beim Chicago-Marathon in 2:20:51 auf den zweiten Platz der Frauen, die Zeit bedeutete zudem eine neue persönliche Bestleistung für sie. Am 21. Februar 2020 lief die Äthiopierin in Ra’s al-Chaima vor Brigid Kosgei in einer Zeit von 1:04:31 h neuen Weltrekord auf der Halbmarathonstrecke. Dieser wurde rund ein Jahr später von Ruth Chepngetich unterboten, Letesenbet Gidey verbesserte den Rekord im Oktober 2021 erneut.
Ende 2021 lief Yeshaneh beim New-York-Marathon auf den dritten Platz. Im April des nächsten Jahres wurde sie beim Boston-Marathon Zweite und musste sich nur Olympiasiegerin Peres Jepchirchir geschlagen geben.

## Persönliche Bestzeiten
| Disziplin       | Zeit         | Datum            | Ort            |
| --------------- | ------------ | ---------------- | -------------- |
| 3000 m          | 8:49:45 min  | 9. Mai 2014      | Doha           |
| 5000 m          | 14:41:58 min | 22. Mai 2016     | Rabat          |
| 10.000 m (Bahn) | 30:35:91 min | 27. Juni 2013    | Ostrava        |
| 10 km (Straße)  | 31:16 min    | 4. August 2018   | Cape Elizabeth |
| Halbmarathon    | 1:04:31 h    | 21. Februar 2020 | Ra’s al-Chaima |
| Marathon        | 2:20:51 h    | 13. Oktober 2019 | Chicago        |